# Turniej Nordycki 2000
Turniej Nordycki 2000 – 4. edycja Turnieju Nordyckiego (Skandynawskiego) w historii skoków narciarskich. 
W tym sezonie odbyły się cztery konkursy – w Lahti (dwukrotnie), Trondheim oraz Oslo. Zwycięzcą cyklu został Sven Hannawald.

## Zwycięzcy konkursów
| Lp | Data          | Miejsce   | 1. miejsce     | 2. miejsce     | 3. miejsce         |
| -- | ------------- | --------- | -------------- | -------------- | ------------------ |
| 1. | 4 marca 2000  | Lahti     | Janne Ahonen   | Sven Hannawald | Lasse Ottesen      |
| 2. | 5 marca 2000  | Lahti     | Martin Schmitt | Janne Ahonen   | Andreas Goldberger |
| 3. | 10 marca 2000 | Trondheim | Sven Hannawald | Ville Kantee   | Janne Ahonen       |
| 4. | 12 marca 2000 | Oslo      | Sven Hannawald | Ville Kantee   | Janne Ahonen       |

## Klasyfikacja końcowa
Zwycięzcą klasyfikacji generalnej został Sven Hannawald. W tym sezonie po raz jedyny klasyfikację sporządzono, sumując liczbę punktów Pucharu Świata zdobytych przez poszczególnych zawodników, a nie – jak w pozostałych edycjach – sumując liczbę not za poszczególne skoki.
| Miejsce | Zawodnik           | Punkty |
| ------- | ------------------ | ------ |
| 1       | Sven Hannawald     | 330    |
| 2       | Janne Ahonen       | 300    |
| 3       | Ville Kantee       | 210    |
| 4       | Andreas Goldberger | 195    |
| 5       | Martin Schmitt     | 182    |
| 6       | Martin Höllwarth   | 180    |
| 7       | Andreas Widhölzl   | 130    |
| 8       | Lasse Ottesen      | 122    |
| 9       | Noriaki Kasai      | 95     |
| 10      | Jani Soininen      | 85     |